# Antennolaelaps testudo
Antennolaelaps testudo är en spindeldjursart som beskrevs av Lee 1970. Antennolaelaps testudo ingår i släktet Antennolaelaps och familjen Ologamasidae. Inga underarter finns listade i Catalogue of Life.